# Lijn 1 (metro van Barcelona)

Logo

Lijn 1, afgekort tot L1 en tegenwoordig ook bekend als "Hospital de Bellvitge - Fondo", heeft de rode kleur en wordt vaak ook simpel Línia vermella ("Rode Lijn") genoemd. De lijn verbindt L'Hospitalet de Llobregat met Santa Coloma de Gramenet maar wordt zuidwaarts uitgebreid naar El Prat de Llobregat en noordwaarts richting Badalona, waar aansluiting komt met de L2 op station Badalona Centre.
L1 is de op een na oudste metrolijn in Barcelona, na L3. De lijn wordt beheerd door de TMB. De lijn werd in de jaren 20 van de 20e eeuw aangelegd om spoorwegstations in de stad te verbinden. Nadien is de L1 sterk uitgebreid en in 2007 omvatte hij 30 stations. De stations zijn architectonisch vrijwel identiek, dat wil zeggen, uiterst sober, zonder enige versiering, zoals voor de meeste metrostations in Barcelona geldt. Sommige stations worden nu gemoderniseerd.

## Overzicht
De opening van de lijn was in 1926 onder de officiële naam Ferrocarril Metropolitano Transversal de Barcelona voor de wereldtentoonstelling van 1929.
Lijn 1 is, totdat lijn 9 voltooid zal zijn en L9 Sud met L9 Nord verbonden zal zijn (op zijn vroegst in 2028), de langste lijn van het metronet en de enige lijn met breedspoor. Het is eveneens de drukste lijn van het net. Het grootste gedeelte van de lijn is ondergronds, behalve een kort stuk van Plaça de Sants tot Santa Eulàlia.

## Chronologie
- 1926 - Bordeta-Catalunya geopend.
- 1932 - Secties Bordeta-Santa Eulàlia en Catalunya-Arc de Triomf geopend.
- 1933 - Arc de Triomf-Marina geopend.
- 1951 - Marina-Clot geopend.
- 1952 - Clot-Navas geopend.
- 1954 - Navas-Fabra i Puig geopend.
- 1968 - Fabra i Puig-Torras i Bages geopend.
- 1983 - Secties Torras i Bages-Santa Coloma en Santa Eulàlia-Torrassa geopend. Station Bordeta gesloten.
- 1987 - Torrassa-Avinguda Carrilet geopend.
- 1992 - Santa Coloma-Fondo geopend.

## Technische gegevens
| Kleur op de kaart            | Rood                                                                                      |
| Aantal stations              | 30                                                                                        |
| Type                         | Conventionele metro                                                                       |
| Lengte                       | 20,7 km.                                                                                  |
| Rollend materieel            | 4000 series                                                                               |
| Gebieden                     | L'Hospitalet, Barcelona (Sants-Montjuïc, Eixample, Sant Martí, Sant Andreu), Santa Coloma |
| Reistijd                     | 35 minuten                                                                                |
| Spoorbreedte                 | 1.668 meter                                                                               |
| Aandrijving                  | Elektriciteit                                                                             |
| Voeding                      | Bovenleiding (1500 volt gelijkspanning)                                                   |
| Bovengroondse gedeelten      | Ja (tussen Santa Eulàlia en Mercat Nou)                                                   |
| Dekking voor mobile telefoon | Gedeeltelijk                                                                              |
| Depots                       | Santa Eulàlia, Sagrera.                                                                   |
| Uitvoerder                   | TMB                                                                                       |

## Huidige stations
Cursief weergegeven stations zijn nog in aanbouw. De met  aangegeven stations zijn toegankelijk voor rolstoelgebruikers.

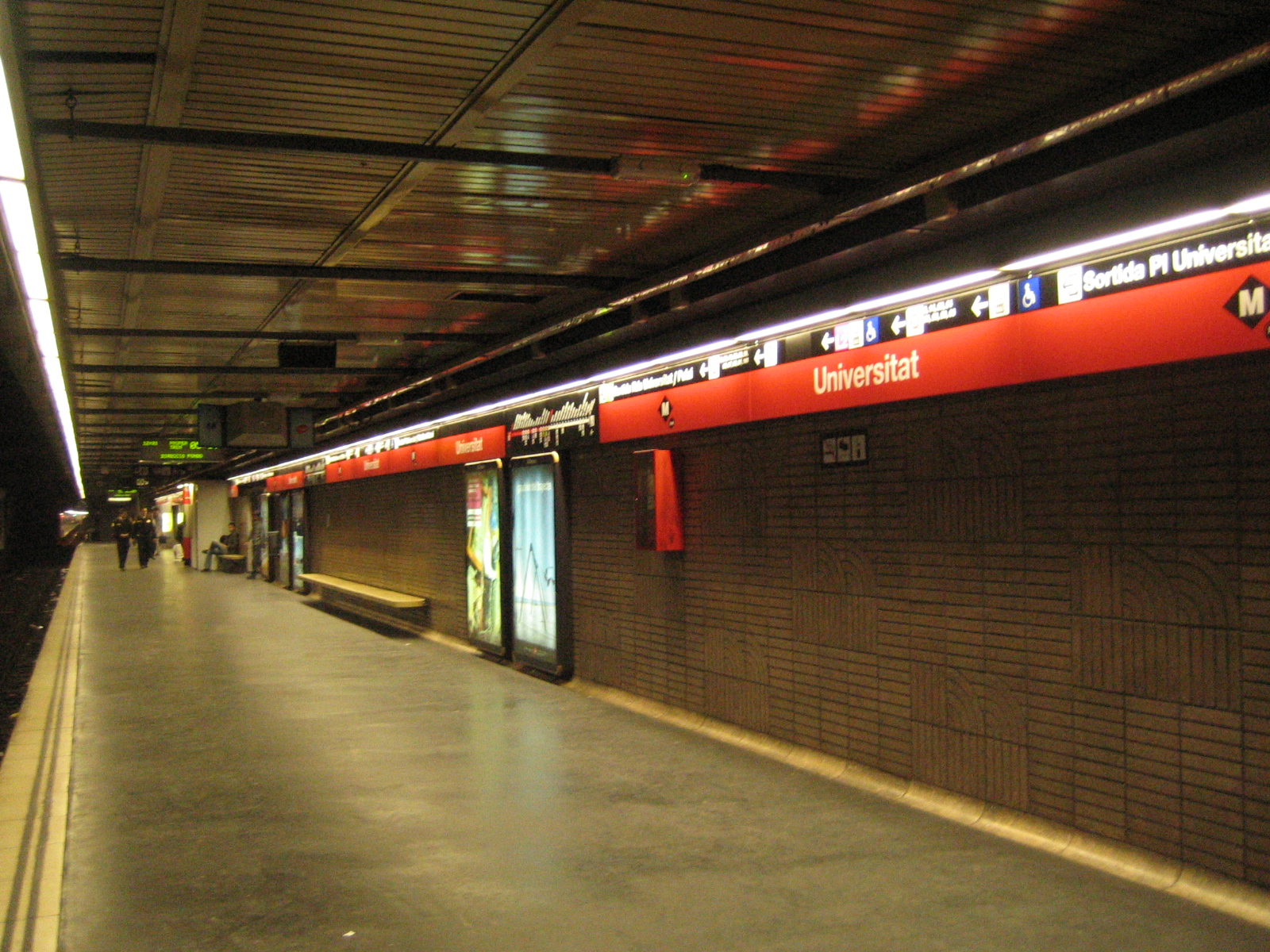
L1-station 'Universitat'

- Hospital de Bellvitge
- Bellvitge
- Av. Carrilet  (L8)
- Rambla Just Oliveras  (RENFE)
- Can Serra
- Florida
- Torrassa  (L9)
- Santa Eulàlia
- Mercat Nou
- Plaça de Sants  (L5)
- Hostafrancs
- Espanya  (L3, L8)
- Rocafort
- Urgell
- Universitat  (L2)
- Catalunya  (L3, L6, L7, RENFE)
- Urquinaona  (L4)
- Arc de Triomf  (RENFE)
- Marina  (T4)
- Glòries  (T4)
- Clot  (L2, RENFE)
- Navas
- La Sagrera  (L5, L4, L9)
- Fabra i Puig  (RENFE)
- Sant Andreu  (RENFE)
- Torras i Bages
- Trinitat Vella
- Baró de Viver
- Santa Coloma
- Fondo  (L9)